# Tone Andersen
Tone Andersen, född 19 juli 1975 i Trondheim, är en norsk-svensk filmregissör och filmfotograf.

## Biografi
Tone är uppväxt i Trondheim och studerade filmvetenskap vid Høgskolen i Lillehammer och har en kandidatexamen i film och video från konsthögskolan The Surrey Institute of Art & Design i Storbritannien. År 2002 reste hon till Västbanken tillsammans med regissören Line Halvorsen och gjorde dokumentären Et steinkast unna (2003) som följer tre pojkars liv under ockupationen i ett flyktingläger. Filmen har visats på festivaler över hela världen och vann guldstolen för bästa dokumentär på Kortfilmsfestivalen i Grimstad och Amandapriset för bästa dokumentär.  
Tone bodde i Palestina mellan åren 2002-2006 där hon arbetade med oberoende dokumentärer. Hon hade sin debut som filmregissör med dokumentären When the boys return (2012). 
Tone har också arbetat med många internationella projekt och filmat i konfliktfyllda områden som Bosnien, Serbien, Pakistan, Afghanistan, Libanon, Kongo och Irak.

## Filmografi

### Som fotograf
- 2003 - Et steinkast unna
- 2007 - Usa vs Al.Arian
- 2008 - Førsteklassingene
- 2010 - Å leve uten penger
- 2011 - The Kingdom of Mister Edhi
- 2013 - Operation Betlehem

### Som regissör
- 2012 - When the boys return